# War of Kings
War of Kings (it.: La Guerra dei Re) è un evento crossover della Marvel Comics scritto da Dan Abnett e Andy Lanning, pubblicato nel 2009. La saga narra del conflitto fra l'impero Shi'ar, guidato da Vulcan e l'impero Kree guidato dagli Inumani. I Guardiani della Galassia, Nova (Richard Rider), i Predoni Stellari e Darkhawk sono coinvolti in vari modi.

## Trama

### Prologo
Dopo gli eventi di Secret Invasion, Freccia Nera e gli Inumani, stanchi di essere delle vittime, vanno dai loro creatori, i Kree, per reclamare il diritto di governarli. Vulcan (Gabriel Summers), il folle fratello minore di Ciclope (Scott Summers) e Havok (Alex Summers), impegnato nell'espansione dell'impero Shi'ar, ne approfitta per invadere l'impero Kree. Il primo numero vede le forze degli Shi'ar attaccare durante il matrimonio fra Crystal e Ronan l'accusatore, che serviva ad unire gli Inumani e i Kree. Gli Inumani risposero subito attaccando i territori Shi'ar nel numero successivo.

### Serie principale
Vulcan intraprende un'ambiziosa campagna per la conquista dell'universo partendo dall'invasione dell'impero Kree. Gladiatore(Kallark) e la guardia imperiale Shi'ar guidano un assalto agli Inumani. Mentre Crystal e Ronan si stavano sposando per unire gli Inumani con i Kree, vengono attaccati da Gladiatore e la guardia imperiale. Gladiatore affronta Freccia Nera e lo sconfigge facilmente con l'aiuto di White Noise. La Guardia Imperiale cattura anche Lilandra, l'ex-imperatrice Shi'ar che si era rifugiata dai Kree. Anche Ronan rimane ferito gravemente mentre cercava di proteggere Crystal. Gladiatore decide che i membri della Guardia Imperiale hanno reso chiaro il loro messaggio e se ne vanno. Medusa grida che gli Shi'ar pagheranno con il loro sangue per quello che hanno fatto.
Gladiatore e la Guardia Imperiale si scontrano con i nuovi centurioni della Nova Corps e li sconfiggono facilmente. La cugina di Gladiatore, Xenith, lo informa che l'imperatore ha ordinato di portare Lilandra da lui. Gladiatore se ne va subito, lasciando a Xenith di occuparsi dei Nova prigionieri, anche se mostra chiaramente una antipatia per sua cugina. Gladiatore ha delle difficoltà a decidere se obbedire a Vulcan o proteggere Lilandra dalla sua furia. Successivamente, i Predoni Stellari di Havok, aiutati da una divisione dei Guardiani della Galassia, attaccano la nave di Gladiatore per salvare Lilandra. Gladiatore viene messo in difficoltà da Rocket Raccoon con l'aiuto di Marvel Girl(Rachel Summers), finché non riesce a capire i loro trucchi, sconfigge i Predoni Stellari e ricattura Lilandra prima che venisse portata in salvo. Lilandra implora Gladiatore di risparmiarla, ma viene interrotta da una guardia che ricorda a Gladiatore gli ordini di Vulcan di uccidere Lilandra e gli altri. Gladiatore viene convinto dalle parole di Lilandra e uccide la guardia, dichiarando di essere fedele a lei.
Durante una battaglia sul pianeta Chandilar, Lilandra viene uccisa da Darkhawk, che era posseduto da Razor. Gladiatore si infuria e si scatena contro i soldati di Vulcan. Dopo aver appreso della morte di Lilandra e che il piano di rimetterla sul trono dell'impero Shi'ar è fallito, Freccia Nera decide di usare una speciale bomba-terrigene contro le forze di Vulcan, credendo che l'esplosione avrebbe mutato sia i Kree che gli Shi'ar in Inumani.
Freccia Nera parte insieme alla bomba, ma viene raggiunto da Vulcan, deciso a farla finita con gli Inumani. Dopo un violento duello, Freccia Nera sconfigge Vulcan con un urlo. Crystal e Lockjaw compaiono per portare via Freccia Nera prima che la bomba esploda, ma Freccia Nera viene afferrato e buttato a terra da Vulcan. Mentre Crystal e Lockjaw vengono teletrasportati via, la bomba esplode, uccidendo apparentemente i due re. Sul pianeta degli Shi'ar, Gladiatore viene acclamato dal popolo come loro nuovo imperatore. Inoltre, l'esplosione della bomba ha aperto una frattura nel tessuno dello spazio e del tempo che viene chiamata la Faglia e l'intenzione dei Guardiani della Galassia era proprio quello di prevenire la creazione della Faglia. L'esercito Shi'ar si arrende agli Inumani, ma il prezzo della vittoria è troppo alto.

### La Confraternita dei Raptor
Un essere chiamato Talon, che porta una armatura simile a quella di Darkhawk, arriva sulla Terra e dice a Chris Powell(Darkhawk) che è un membro di un antico gruppo chiamato la Confraternita dei Raptor, che avevano il compito di proteggere l'universo. Darkhawk e Talon sono gli ultimi membri della Confraternita rimasti e Talon promette a Chris di insegnargli a controllare meglio l'armatura di Darkhawk. Sfortunatamente per Chris, Talon ha mentito. Quando Chris accede alla memoria della sua armatura, scopre che quelli della Confraternita sono i cattivi e Talon rimuove la coscienza di Chris dall'armatura, sostituendola con quella di Razor, l'originale proprietario dell'armatura.
Talon e Razor recuperarono la barra del controllo cosmico di Annihilus dalla Zona Negativa per consegnarla a Blastaar. La personalità di Chris non è stata completamente cancellata, e una visione di suo padre gli dice che quello che credeva sulla armatura di Darkhawk era una illusione della sua mente. Terrorizzato, Chris si libera dalla sua prigione mentale per poi ritrovarsi su un albero con centinaia di amuleti simili a quello della sua armatura e viene attaccato da delle creature simili a Gargoyle. Talon e Razor consegnano la barra del controllo cosmico a re Blastaar in cambio della sua assistenza nell'influenzare gli eventi della guerra fra Kree e Shi'ar.
Talon va da Vulcan, dicendogli che la Confraternita dei Raptor è stata creata per servire l'impero Shi'ar e lo avverte del colpo di stato guidato da Lilandra sul pianeta Chandilar. Razor appare successivamente su Chandilar, dove approfitta del caos della battaglia fra i Predoni Stellari e le forze di Vulcan per uccidere Lilandra poco prima che Chris riesce finalmente a riprendere il controllo del suo corpo e dell'armatura. Gladiatore, convinto che Darkhawk è l'assassino di Lilandra, attacca l'eroe ma Chris riesce a fuggire da Chandilar.

### Nova
I membri della Nova Corps appena reclutati e addestrati male, vengono sconfitti facilmente dalla Guardia imperiale Shi'ar. Quando il fratello di Richard Rider, Robbie, cerca di salvare i membri del corpo prigionieri di Xenith, la malvagia cugina di Gladiatore, si ritrova in pericolo. Richard e i suoi compagni salvano Robbie e sconfiggono Xenith. Il gruppo viene minacciato da re Blastaar e Richard riesce a convincere quest'ultimo di lasciarli andare in cambio del controllo del pianeta su cui si trovavano.

### Guardiani della Galassia
Nel tentativo di fermare il conflitto fra Kree e Shi'ar, i Guardiani della Galassia si dividono in due gruppi. Il gruppo di Rocket Raccoon cerca di aiutare i Predoni Stellari a riportare Lilandra sul trono dell'impero Shi'ar mentre il gruppo di Star-Lord chiede agli Inumani di smettere di combattere, ma nessuno dei due gruppi ha successo.

## Seguiti
Dopo la fine di War of Kings, nell'agosto 2009 viene pubblicato il one-shot War of Kings: Who Will Rule? che serve da sia da epilogo per War of Kings che da anteprima del seguito Realm of Kings.
Realm of Kings incominciò con un omonimo One-Shot nel novembre 2009 e continuò con tre mini-serie: Realm of Kings: Inhumans, Realm of Kings: Imperial Guard e Realm of Kings: Son of Hulk. Come per War of Kings, anche Nova e i Guardiani della Galassia hanno avuto dei numeri collegati all'evento con Nova #31-35 e Guardians of the Galaxy #20-24.

## Edizione italiana
La saga di War of Kings è stata pubblicata in Italia su Marvel Crossover dal n. 59 al n. 66 dalla Panini Comics.